# Jannis Bäcker
Pour les articles homonymes, voir Bäcker.
Jannis Bäcker, né le 1er janvier 1985 à Unna (Allemagne), est un bobeur allemand. 
Il est actif au niveau mondial depuis 2008 en tant que freineur. Il a terminé huitième en bob à deux et dixième en bob à quatre aux Jeux olympiques de Sotchi en 2014 et remporté la médaille d'or en Bob à deux aux Mondiaux 2013 avec Francesco Friedrich.

## Palmarès

### Championnats monde
- médaille d'or en bob à deux à Saint-Moritz 2013.
- médaille de bronze par équipe en 2016.

### Coupe du monde
- 11 podiums  : 
  - en bob à 2 : 1 victoire et 4 troisièmes places.
  - en bob à 4 : 2 victoires, 3 deuxièmes places et 1 troisième place.

#### Détails des victoires en Coupe du monde
| Édition   | Bob à 2   | Bob à 4              |
| 2012-2013 | Altenberg |                      |
| 2015-2016 |           | Altenberg Winterberg |